# Neotama cunhabebe
Espèce
Neotama cunhabebe est une espèce d'araignées aranéomorphes de la famille des Hersiliidae.

## Distribution
Cette espèce se rencontre au Pérou et au Brésil.

## Description
Les mâles mesurent de 4,90 à 6,80 mm et les femelles de 5,40 à 10,10 mm.

## Publication originale
- Rheims & Brescovit, 2004 : Revision and cladistic analysis of the spider family Hersiliidae (Arachnida, Araneae) with emphasis on Neotropical and Nearctic species. Insect Systematics & Evolution, vol. 35, no 2, p. 189-239.